# 八木良司
八木 良司（やぎ りょうじ、1940年4月8日 - ）は、日本の実業家、政治家、馬主。
京都府綴喜郡井手町に本社を置く八木良建設代表を務めるほか、井手町議会副議長を務めた。

## 馬主活動

八木の勝負服

日本中央競馬会（JRA）および地方競馬全国協会（NAR）に登録する馬主として知られる。勝負服の柄は緑、桃襷、袖黄一本輪、冠名は「タガノ」を用いるが、使用しない所有馬もいる。中央で頭打ちとなったダート馬は京都にほど近い兵庫県競馬に移籍させる傾向にある。
京都府綴喜郡宇治田原町に競走馬の育成牧場である有限会社宇治田原優駿ステーブルを設立（現在の代表は息子の八木秀之）。さらに2003年には北海道新冠町に新冠タガノファームを開設し、オーナーブリーダーとしても活動している。また、京都馬主協会の元会長であり、現在は日本馬主協会連合会相談役を務める。
関連馬主に息子の秀之（服色：緑、桃一本輪、袖黄二本輪）のほか、八木昌司（緑、桃襷、袖黄二本輪）、八木一雄（緑、桃襷、袖黄三本輪）、崎川美枝子（緑、桃十字襷、袖黄一本輪）などが馬主資格を取得している。

### 来歴
- 1989年 - 馬主資格取得[3]。
- 1991年 - 10月27日の3歳以上500万下をアンサンブルハニーが制し、初勝利。
- 2000年 - 東京スポーツ杯3歳ステークスをタガノテイオーが制し、重賞初制覇[3]。
- 2002年10月 - 宇治田原優駿ステーブル開設。
- 2003年 - 新冠タガノファーム開設。
- 2024年 - JBCスプリントをタガノビューティーが制し、馬主歴35年目で悲願のGI級競走初制覇。

## 主な所有馬

### グレード制重賞優勝馬
太字はGI級競走
- タガノテイオー（2000年東京スポーツ杯3歳ステークス、朝日杯3歳ステークス2着）
- タガノマイバッハ（2003年産経大阪杯、中京記念）
- タガノゲルニカ（2006年平安ステークス）
- タガノバスティーユ（2006年ファルコンステークス）
- タガノグランパ（2014年ファルコンステークス）
- タガノエスプレッソ（2014年デイリー杯2歳ステークス、2020年阪神ジャンプステークス、2020年京都ジャンプステークス、中山大障害3着、2021年京都ハイジャンプ、中山グランドジャンプ3着）
- タガノアザガル（2015年ファルコンステークス）
- タガノトネール（2015年サマーチャンピオン、2016年武蔵野ステークス）
- タガノディグオ（2017年兵庫チャンピオンシップ）
- タガノビューティー（2024年JBCスプリント、かしわ記念2着2回）※総獲得賞金3億9805万円は、2024年11月現在八木の所有馬の中で最高額[4]。

### 地方重賞優勝馬
- タガノインディー（2006年園田金盃、新春賞、2007年六甲盃）
- タガノバロット（2009年兵庫若駒賞）
- タガノサイクロン（2011年摂津盃、姫山菊花賞）
- タガノカピート（2019年園田FCスプリント）

### その他の所有馬
- タガノブルグ（2014年橘ステークス、NHKマイルカップ2着）
- タガノエルピーダ（2023年朝日杯フューチュリティステークス3着）

### 関連名義の主な所有馬
- タガノエリザベート（八木昌司名義、2009年ファンタジーステークス）
- アルムダプタ（崎川美枝子名義、2012年北海道2歳優駿）
- タガノジンガロ（八木秀之名義、2014年かきつばた記念など）